# Vladimír Jůva starší
Vladimír Jůva starší (14. prosince 1925 Brno – 22. února 2005) byl vysokoškolský pedagog.

## Život
Vladimír Jůva se narodil 14. prosince 1925 v Brně. Ke studiu měl vhodné zázemí, protože jeho otec, původně stavební inženýr, poté profesor, vyučoval na Vysokém učení technickém a následně na Vysoké škole zemědělské. Jůva po absolvování reálného gymnázia studoval na Filozofické fakultě Masarykovy Univerzity v Brně filozofii, historii, muzikologii, psychologii a pedagogiku. V roce 1950 získal doktorát z pedagogiky a psychologie. Téhož roku začal učit na pedagogickém gymnáziu v Kroměříži. Mimoto se věnoval také hudbě, dokonce na brněnské konzervatoři složil státní zkoušku ze hry na housle a o pár let později i ze sólového zpěvu. Po čtyřech letech učitelování Jůva opustil kroměřížské gymnázium a nastoupil na pozici odborného pracovníka do Výzkumného ústavu pedagogického v Brně. Své působení v této instituce ukončil v roce 1957.
Téhož roku začal vyučovat na Masarykově univerzitě, kde nejprve působil jako odborný asistent. V roce 1963 se stal docentem a ocitl se v čele nově vzniklé katedry pedagogiky. V letech 1962 až 1966 také zastával funkci proděkana pro výuku na filozofické fakultě. Byl členem KSČ. Ostatně také působil jako lektor v Domě politické výchovy. V letech 1964 až 1968 Jůva předsedal brněnské pobočce Československé pedagogické společnosti, poté byl členem jejího hlavního výboru. Roku 1968 získal profesorský titul. Mimo české vysoké školy přednášel například i ve Vratislavi, v Kyjevě, v Sofii či v rumunské Kluži. Během své kariéry Jůva publikoval v českém a v německém jazyce. Katedru pedagogiky vedl až do roku 1989. Na Masarykově univerzitě působil ještě následující rok, poté odešel do důchodu. V oboru pedagogiky však zůstal aktivní. I nadále přednášel na vysokých školách a ve vzdělávacích centrech, také se účastnil konferencí a seminářů.  Nepřestal s publikováním a vedl kurzy obecné pedagogiky, pedagogické komunikace, rétoriky aj. Působil rovněž jako poradce, překladatel, recenzent a korektor v nakladatelství pedagogické literatury PAIDO, které řídil jeho syn stejného jména. Vladimír Jůva ml. se stejně jako jeho otec zabývá pedagogikou a vyučuje na Masarykově univerzitě.
Vladimír Jůva za svůj život sepsal více než 300 odborných prací. V tomto čísle je zahrnuto 12 knižních monografií, 150 zásadních studií v odborných časopisech a sbornících a 50 vysokoškolských skript. Zemřel 22. února 2005. V jeho vědeckých stopách nadále pokračuje jeho již zmíněný syn Vladimír Jůva ml., který se věnuje především pedagogice sportu, muzejní pedagogice a dějinám pedagogiky. Na památku Vladimíra Jůvy st. nese jeho jméno bezbariérová posluchárna Institutu celoživotního vzdělávání Mendelovy univerzity v Brně.